# Mekonium

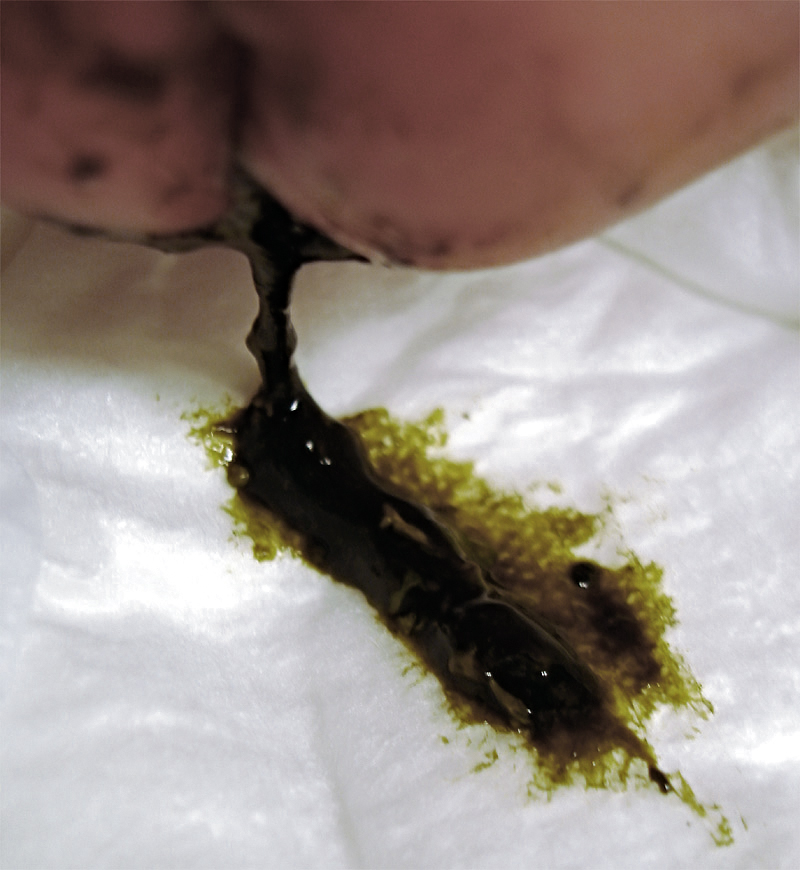
Mekonium bei einem 1 Tag alten Neugeborenen

Das  Mekonium (von griechisch-lateinisch meconium, Bezeichnung für den Saft aus Blättern und Kapseln von Mohnarten, später auch Opiumtinktur) – im deutschsprachigen Raum auch Kindspech, bei Tieren Darmpech genannt – ist der erste Stuhl eines Neugeborenen.
Mekonium ist im eigentlichen Sinne kein Verdauungsendprodukt (Fäzes, Stuhl), sondern eine im noch funktionslosen Darm angesammelte zähe, dunkle Masse aus abgeschilfertem Epithel der Schleimhäute, eingedickter Galle sowie mit dem Fruchtwasser verschluckten Haaren und Hautzellen. In der Regel wird Mekonium in den ersten 24–48 Lebensstunden eines Kindes ausgeschieden. Bei Nahrungsaufnahme in Form von Muttermilch oder anderer Säuglingsanfangsnahrung entsteht in den folgenden Tagen Fäzes, der dem Mekonium in der Ausscheidung folgt.
Ein Ausbleiben von Mekonium deutet auf einen Darmverschluss (Mekoniumileus, kommt etwa bei Mukoviszidose vor), eine Passagestörung oder Morbus Hirschsprung hin.
Normalerweise ist das Fruchtwasser einer Schwangeren klar, jedoch kann das Mekonium beim Ungeborenen schon in der Gebärmutter vorzeitig in das Fruchtwasser abgehen. Gefürchtete Komplikation ist dann das Mekoniumaspirations-Syndrom (Einatmen des grünen Fruchtwassers durch das ungeborene Kind).
Generell ist mekoniumhaltiges Fruchtwasser ein pathologischer (krankhafter) Befund.
Das Mekonium ist zudem ein probates Mittel, um Drogenmissbrauch während der Schwangerschaft nachzuweisen. Das Mekonium akkumuliert toxische Substanzen über einen längeren Zeitraum.

## Krankheitsbilder
- Mekoniumaspiration
- Mekoniumileus
- Mekoniumperitonitis
- Mekoniumpfropfsyndrom

## Mekonium der Insekten
Als Mekonium wird auch die Ausscheidung von Stoffwechselprodukten der Puppenzeit bei Schmetterlingen nach dem Schlüpfen bezeichnet. Die deutsche Bezeichnung dafür ist Puppenharn.
Bei Ameisen mit Kokonpuppen ist das Meconium als dunkler Fleck am Hinterende der „Puppenhülle“ zu sehen. Bei Arten mit Nacktpuppen wird der Larvenkot ebenfalls kurz vor der Verpuppung ausgestoßen. Er wird dann als bräunlich-schwarzes Klümpchen zum Abfall gebracht.